# 乔治·威斯汀豪斯
小乔治·威斯汀豪斯（英語：George Westinghouse, Jr.，1846年10月6日—1914年3月12日），是美国賓州的实业家、发明家、工程師及西屋電氣创始人。他發明了火車的空气制动系統，並且是電力工業的先驅。他在19歲就取得了第一個專利。威斯汀豪斯看到了交流電在電力配送系統上的潛力，早在1880年代，他便投入所有資源在於發展交流電系統並將它推上市場，他的行動導致他的事業與愛迪生的直流系統直接競爭。1911年，威斯汀豪斯獲得了美國電氣工程學會（AIEE）的愛迪生獎章以彰顯他在"發展交流電系統相关的卓著貢獻與成就"。

## 早年生活
喬治·威斯汀豪斯於1846年出生在紐約中央橋，是老喬治·威斯汀豪斯與艾米莉的兒子，老喬治·威斯汀豪斯是一家機械商店的老闆。
他的祖先來自德國的威斯特伐利亞，他們先移居英國，然後移民到了美國。這個名字來自德語Westinghausen英語化而來。從他年輕時起，他就在機械和商業方面具有天賦。在十五歲時，隨著南北戰爭爆發，威斯汀豪斯進入到紐約國民警衛隊服役，直到他的父母催促他回家。 1863年4月，他又說服了父母允許他重新入伍，於是他加入了第16紐約騎兵隊的M中隊，並晉升為下士。 1864年12月，他從陸軍轉而加入海軍，擔任“USS Muscoota”級槍艇的第三助理工程師直到戰爭結束。在1865年8月退伍後，他回到斯克內塔第的家中，並就讀於聯合學院。然而，他對學業失去了興趣，並在第一個學期輟學。
威斯汀豪斯19歲時創造了他的第一個發明"旋轉蒸汽機"。他還設計了西屋農場引擎。在21歲時，他發明了一種“火車歸位器”，用於引導出軌的火車返回軌道的裝置，以及一種火車鐵軌轉轍器，是一種用於切換鐵路鐵軌的開關的裝置，可將火車引導切換到兩條軌道之一。

## 外部連結
- Westinghouse Corporation （页面存档备份，存于）
- Booknotes interview with Jill Jonnes on Empires of Light: Edison, Tesla, Westinghouse and the Race to Electrify the World, October 26, 2003.